# Hyperversum Unknown
Hyperversum Unknown è un romanzo fantasy del 2019 di ambientazione storica, scritto da Cecilia Randall (pseudonimo dell'italiana Cecilia Randazzo), ultimo della serie di sei romanzi iniziata con Hyperversum. Come i precedenti è stato pubblicato da Giunti Editore.

## Trama
Il libro prosegue senza soluzione di continuità le vicende narrate nei due romanzi precedenti.
Sono trascorsi 6 mesi dalle ultime vicende e nell'ottobre del 1235 i promessi sposi Alexandra Freeland e Marc de Montmayeur sono alla corte di Luigi IX. Il re incarica Marc di scortare la contessa inglese Anne Sembry e sua figlia Edwina nel loro viaggio dall'Inghilterra verso la corte imperiale di Aquisgrana, fino al confine tra Francia e Fiandre, dove verranno raggiunte da una scorta mandata dall'imperatore Federico II alla quale Marc passerà le consegne.
Marc peraltro vuole lasciare la corte per tornare alla sua dimora di Chatel-Argent con Alex in quanto presto si celebreranno le loro nozze, e poiché il confine di Fiandra comporta solo una breve deviazione sul loro itinerario, accetta di buon grado l'incarico.
Il viaggio prosegue senza contrattempi fino all'incontro della scorta proveniente dall'Impero; tuttavia all'incontro con il comandante fiammingo De Hoerde dell'altra scorta, Marc viene avvertito che il ponte su cui avrebbe voluto transitare di lì a poco per ritornare verso Chatel-Argent è crollato di recente. Decide dunque di allungare il percorso fino al ponte successivo, affiancando per un tratto del viaggio in terra di Fiandra e per una notte in più la contessa e la sua nuova scorta. Tuttavia durante il bivacco notturno della comitiva, questa viene violentemente attaccata da combattenti non identificati. Dopo l'agguato ed una rocambolesca fuga in cui muoiono o spariscono molte persone, tra cui il conte Roucy, compagno d’armi di Marx, ed Edwina, la figlia di Lady Sembry, e lo stesso Marc è gravemente ferito ma Alex riesce a far perdere le loro tracce e si rifugia con lui e lady Sembry in un fienile. 
Vedendo Marc dissanguato e moribondo, mentre Lady Sembry dorme, Alex decide di attivare Hyperversum e portare Marc nel presente. Qui con l'aiuto di sua madre Jodie, che è medico ospedaliero, ricoverano Marc in terapia intensiva e riescono a salvagli la vita. Tuttavia una notte egli infine si sveglia dal coma e vaga per l'ospedale, incredulo e sconvolto da tutto ciò che lo circonda e che vede all'esterno, per lui incomprensibile vista la sua provenienza "medioevale". Infine, sviene, dopo aver visto un aereo e Alex in vestiti moderni, e viene nuovamente sedato.
Daniel (il padre di Alex) si reca nel medioevo tramite Hyperversum a chiamare Ian (il padre di Marc, noto nel medioevo come Jean Marc de Ponthieu), il quale raggiunge il capezzale del figlio. Poiché questi non si risveglia ma appare comunque non più in pericolo di vita, insieme decidono di riportarlo subito nel '200 e fargli credere che la sua traumatica esperienza ospedaliera nella modernità sia stata solo un incubo. Contemporaneamente, Ian tornerà anch’egli nella sua dimora di Chatel-Argent insieme a Daniel, appronterà una spedizione di soccorso e si precipiterà entro l'alba al fienile dove Alex e Marc hanno fatto ritorno e dove rischiano di essere raggiunti da chi ha teso l'agguato.
Il piano, anche se non perfettamente come previsto, riesce, ed infine dopo alcune vicende i protagonisti fanno ritorno a Chatel-Argent. Qui vengono a sorpresa raggiunti da una missiva del comandante De Hoerde, il quale confessa di aver organizzato lui l'agguato notturno in combutta con la contessina Edwina Sembry: i due sono infatti innamorati ma la ragazza era promessa ad un altro uomo più ricco ed altolocato che tuttavia lei non ama. De Hoerde dichiara tuttavia che la cosa non doveva essere per niente cruenta, ma i complici che aveva assoldato e che hanno attaccato nottetempo il bivacco l'hanno di loro iniziativa e inspiegabilmente resa tale, tentando persino di uccidere lo stesso De Hoerde. Questi chiede pertanto un incontro di chiarimento presso un monastero che gode di extraterritorialità rispetto sia alla Francia che rispetto all'Impero. La notizia lascia tutti sbigottiti e notevolmente infuriati con il comandante fiammingo, ma si decide di acconsentire all'incontro.
Presso il monastero, dove oltre a De Hoerde c'è Edwina Sembry (ormai divenuta sua moglie), vengono forniti ulteriori chiarimenti e si riesce a capire che in realtà l'obiettivo dell'agguato mortale - all'insaputa di De Hoerde - era proprio Marc e dietro tutto vi è l'ex feudatario Reynart de Martagne, sfuggito alla spada di Marc nel libro precedente. Il covo di Martagne viene individuato in un villaggio dove Marc con i suoi compagni immediatamente si reca, lasciando Alexandra al monastero anche per fronteggiare la contessa Anne Sembry che vuole riprendersi la figlia per darla in sposa ad un altro uomo.
Presso il villaggio, Martagne viene ferito a morte da Marc dopo un duello e i suoi sgherri sono sconfitti, ma in contemporanea un altro gruppo da lui inviato assalta il monastero per uccidere Alex. Marc fa ritorno appena in tempo per salvarla, ma sia De Hoerde che le due Sembry perdono la vita. Inoltre Alex è nuovamente costretta a invocare Hyperversum (facendo apparire un'icona fluttuante del gioco) per salvarsi dagli assalitori, evento che viene notato da Marc all'insaputa di Alex, ma di cui egli non chiede conto alla promessa sposa.
Ne parla tuttavia col padre Ian il quale è costretto a rivelargli il segreto di Hyperversum, pur spiegandolo in termini comprensibili ad un uomo del medioevo. All'insaputa di ciò, anche Alex confessa la faccenda a Marc, sentendo di non poter nascondergli la sua provenienza per tutta la vita. Marc le chiede allora di attivare il passaggio del videogioco e fargli vedere il suo mondo di origine. Alex immediatamente acconsente e porta Marc nel presente a casa sua a Phoenix negli USA. Comprensibilmente stupito in modo estremo dalla modernità (dai vetri trasparenti alle automobili, dalla luce elettrica ai supermercati pieni di beni di ogni genere) Marc decide di non voler più sposare Alex in quanto pur essendo un importante cavaliere e ricco feudatario nel suo mondo medioevale, si rende conto con rammarico che non potrà mai darle la vita immensamente più agiata e sicura che Alex può vivere nel suo mondo moderno, neanche fosse diventato re. Alex tuttavia gli impone di pensarci per sei mesi e pertanto i due si separano.
Trascorso tuttavia questo periodo, le cose si appiano e i due convolano a nozze, ripetendo peraltro la cerimonia tanto nel medioevo che nel presente. Durante le nozze nel XXI secolo, Daniel informa Ian che Ty Hamilton, il suo vecchio amico canadese giunto nel medioevo quasi vent’anni prima, è probabilmente un antenato sia di Ian che di Daniel (dato che nel medioevo Ty veniva scambiato per Daniel), spiegandogli il motivo per cui alla fine si è arreso alla decisione della figlia.